# Walter Hartmann
Pour les articles homonymes, voir Hartmann.
Walter Hartmann (23 juillet 1891 à Mülheim an der Ruhr – 11 mars 1977 à Hamelin) est un General der Artillerie allemand qui a servi dans la Heer au sein de la Wehrmacht pendant la Seconde Guerre mondiale.
Il a été décoré de la croix de chevalier de la croix de fer avec feuilles de chêne et glaives. Cette décoration et ses grades supérieurs, les feuilles de chêne et glaives, sont attribués pour récompenser un acte d'une extrême bravoure sur le champ de bataille ou un commandement militaire accompli avec succès.

## Biographie
Hartmann est entré le 1er octobre 1910 comme élève-officier dans le 12e régiment d'artillerie de campagne de l'armée saxonne.

## Décorations
- Croix de fer (1914)
  - 2e classe (28 septembre 1914)
  - 1re classe (30 septembre 1916)
- Insigne des blessés
  - en Or
- Agrafe de la croix de fer (1939)
  - 2e classe (21 septembre 1939)
  - 1re classe (1er octobre 1939)
- Croix de chevalier de la croix de fer avec feuilles de chêne et glaives
  - Croix de chevalier le 10 août 1941 en tant que Oberst et Artilleriekommandeur 140
  - 340e feuilles de chêne le 30 novembre 1943 en tant que Generalleutnant et commandant de la 87. Infanterie-Division
  - 139e glaives le 18 mars 1945 en tant que General der Artillerie et commandant du VIII. Armeekorps